# Affonsea aptera
Affonsea aptera är en ärtväxtart som beskrevs av Vinha. Affonsea aptera ingår i släktet Affonsea och familjen ärtväxter. IUCN kategoriserar arten globalt som sårbar. Inga underarter finns listade i Catalogue of Life.